# تد بیتسون
تد بیتسون (انگلیسی: Ted Bateson؛ ۲ ژوئیه ۱۹۰۲ – second ¼ 1972 (aged 69)) ورزشکار فوتبال اهل بریتانیا بود.
از باشگاه‌هایی که در آن بازی کرده‌است می‌توان به باشگاه فوتبال بلکبرن روورز اشاره کرد.